# Puntius sirang
Puntius sirang е вид лъчеперка от семейство Шаранови (Cyprinidae). Видът е световно застрашен, със статут Уязвим.